# November 1981
Portal Geschichte | Portal Biografien | Aktuelle Ereignisse | Jahreskalender | Tagesartikel

◄ |
19. Jahrhundert |
20. Jahrhundert
| 21. Jahrhundert

◄ |
1950er |
1960er |
1970er |
1980er
| 1990er | 2000er | 2010er | ►

◄ |
1977 |
1978 |
1979 |
1980 |
1981
| 1982 | 1983 | 1984 | 1985 | ►

◄ |
August 1981 |
September 1981 |
Oktober 1981 |
November 1981 |
Dezember 1981 |
Januar 1982 |
Februar 1982 |
►
Dieser Artikel behandelt aktuelle Nachrichten und Ereignisse im November 1981.

## Tagesgeschehen

### Sonntag, 1. November 1981

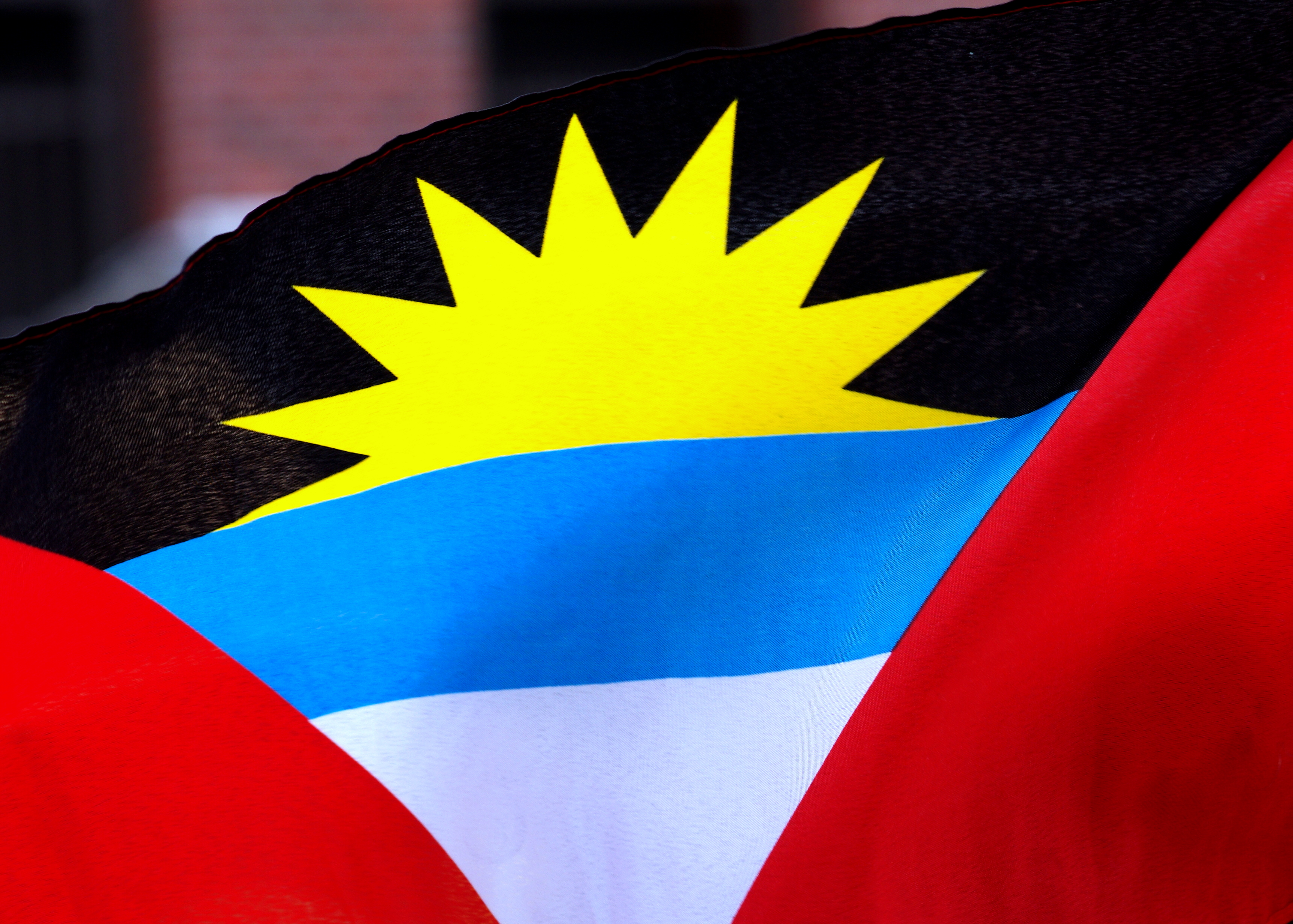
Flagge von Antigua und Barbuda

- Bonn/Deutschland: Der Bremer Bürgermeister Hans Koschnick (SPD) tritt sein Amt als Präsident des Bundesrates an.[1]
- Saint John’s/Antigua und Barbuda: Die 281 km² große Karibikinsel Antigua und die benachbarte 161 km² große Insel Barbuda sowie Redonda erlangen als gemeinsamer Staat ihre Unabhängigkeit vom Vereinigten Königreich. Queen Elisabeth II. bleibt Staatsoberhaupt und Vere Bird übt weiterhin das Amt des Premierministers aus.[2]

### Montag, 2. November 1981
- Frankfurt am Main/Deutschland: Der Bau der Startbahn West für den Flughafen beginnt unter massiven Protesten. Er sollte schon vor Jahren in Angriff genommen werden. Die von der Polizei zurückgedrängten Gegner der Startbahn kritisieren die Zerstörung der Umwelt.[3]

### Montag, 9. November 1981
- Nouakchott/Mauretanien: Auf Initiative des Staatsoberhaupts Mohamed Khouna Ould Haidalla erlässt Mauretanien als letzter Staat der Welt ein Verbot der Sklaverei.[4]

### Dienstag, 10. November 1981
- Wachtberg/Deutschland: Der Bundesvorsitzende der größten Oppositionspartei CDU Helmut Kohl besucht privat den Bundesvorsitzenden der FDP Hans-Dietrich Genscher, dessen Partei in einer Koalition mit der SPD die Bundesrepublik regiert. Zuletzt legten Differenzen zwischen SPD und FDP über den Umgang mit der hohen Zahl von Arbeitsuchenden den baldigen Bruch ihrer Koalition nahe, auch weil Bundeskanzler Helmut Schmidt (SPD) am 5. November mit einem Besuch beim Vorsitzenden der CSU Franz Josef Strauß Spekulationen über die Bildung einer Großen Koalition aus SPD und CDU/CSU auslöste.[5]

### Mittwoch, 11. November 1981
- Groton/Vereinigte Staaten: Die Marine der Streitkräfte der Vereinigten Staaten nimmt die USS Ohio, das erste atomgetriebene U-Boot mit ballistischen Raketen der Ohio-Klasse, in Betrieb. Es kann mit 24 Interkontinentalraketen bestückt werden.[6]
- New York/Vereinigte Staaten: Die Vereinten Nationen nehmen Antigua und Barbuda als neues Mitglied auf.[7]

### Donnerstag, 12. November 1981

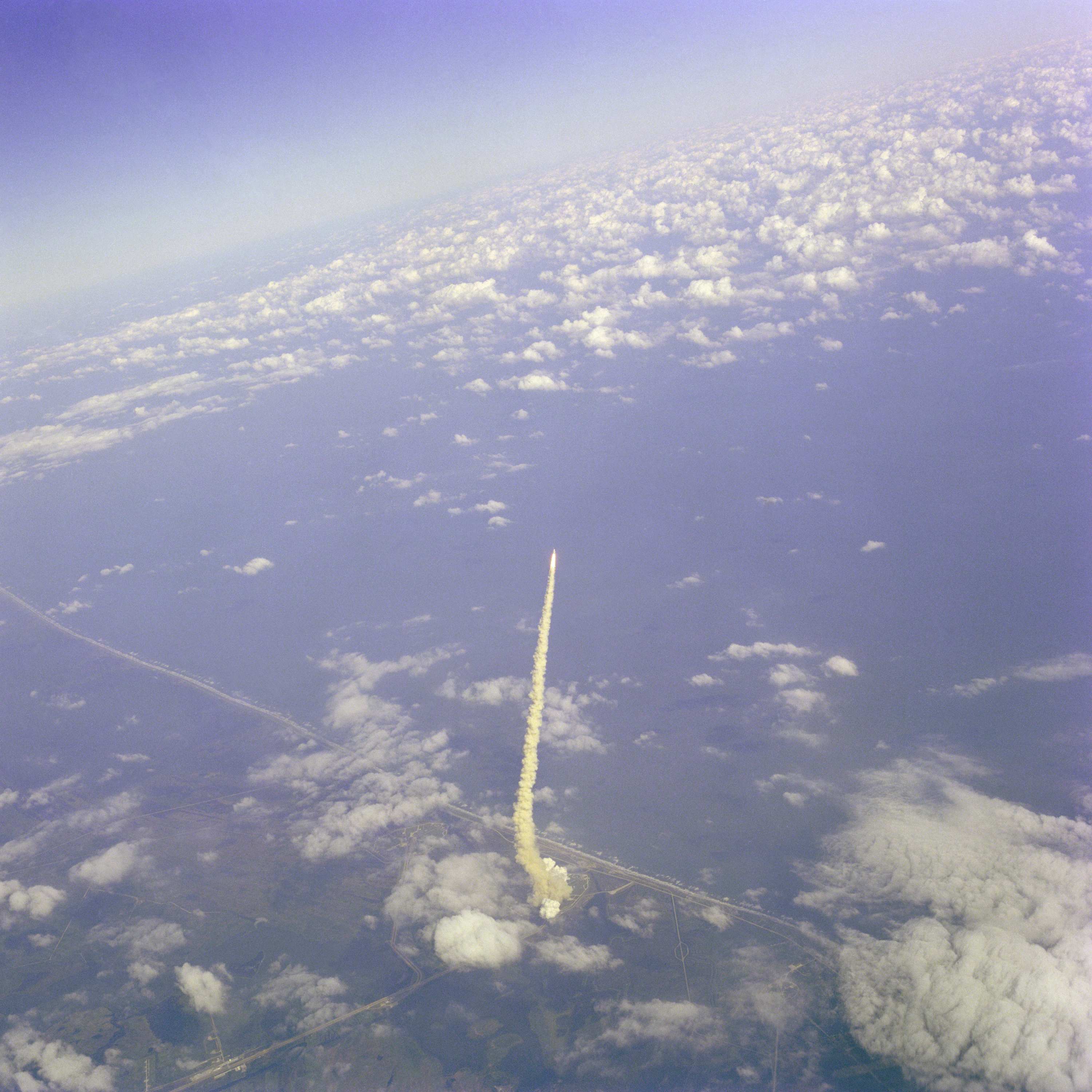
Start der Columbia zur Mission STS-2

- Cape Canaveral/Vereinigte Staaten: In der Mission STS-2 verwendet die Weltraumorganisation NASA eine Raumfähre, die schon einmal im Weltall gewesen ist. Damit ist die Tauglichkeit des Space Shuttles Columbia als erstes wiederverwendbares Raumfahrzeug der Welt erwiesen.[8]
- Kairo/Ägypten: Die vor rund drei Jahren zwischen dem ehemaligen ägyptischen Präsidenten Anwar as-Sadat und Israels Ministerpräsidenten Menachem Begin vereinbarten Gespräche über die Gewährung der Selbstbestimmung der Palästinenser in den von Israel besetzten Gebieten stehen erneut vor dem Aus. Ohne Ergebnis und ohne Übereinkunft, wann die nächste Runde stattfinden soll, verlassen die Delegationen den Verhandlungstisch.[9]

### Samstag, 14. November 1981
- Belfast/Vereinigtes Königreich: Drei als Maler verkleidete Mitglieder der Terrororganisation IRA führen im Stadtteil Finaghy einen Mordanschlag auf Robert Bradford aus, den Abgeordneten im Unterhaus des Parlaments in London für diesen Wahlkreis. Der Haupttäter feuert mehrere Kugeln auf Bradford ab, der viermal getroffen wird.[10]

### Donnerstag, 19. November 1981
- Berlin/Deutschland: In der DDR ergeht die Verordnung über die Festsetzung von Mietpreisen in volkseigenen und genossenschaftlichen Neubauwohnungen. Eine Erhöhung der Mietpreise wird darin untersagt. Das Preisniveau entspricht unverändert dem Niveau der Jahre nach dem Zweiten Weltkrieg. Negative Auswirkungen der gelenkten Preispolitik zeigen sich u. a. darin, dass in der DDR seit 1949, im Verhältnis zur Bevölkerungszahl, weniger als halb so viele Wohnungen neu entstanden wie in der Bundesrepublik Deutschland.[11]

### Freitag, 20. November 1981
- Essen/Deutschland: Die Ruhrgas AG und die sowjetische Organisation Sojus-Gasexport schließen einen Vertrag über die Lieferung von Erdgas aus Sibirien in die Bundesrepublik Deutschland (BRD) ab. Nach Mineralöl und Steinkohle ist Erdgas der drittwichtigste fossile Energieträger in der BRD.[12]
- Meran/Italien: Anatoli Karpow aus der Sowjetunion verteidigt in 18 Partien gegen den 1976 aus der Sowjetunion ausgewanderten Schweizer Viktor Kortschnoi seinen Titel als Schachweltmeister. Kortschnoi teilte dem Hauptschiedsrichter mit, dass er die entscheidende Partie aufgibt.[13]

### Sonntag, 22. November 1981
- Frankfurt am Main/Deutschland: Der deutsche Philosoph Jürgen Habermas veröffentlicht im Verlag Suhrkamp in seinem Werk Theorie des kommunikativen Handelns ein ethisches Modell, das u. a. dazu dienen soll, Gerechtigkeit durch den Gebrauch so genannter „allgemeingültiger Normen und Werte“ zu identifizieren.[14]

### Montag, 23. November 1981
- Bonn/Deutschland: Auf seinem dritten Staatsbesuch in der Bundesrepublik Deutschland lehnt das De-facto-Staatsoberhaupt der Sowjetunion Leonid Breschnew einseitige Schritte zur nuklearen Abrüstung seines Landes ebenso wie die Aufnahme von Verhandlungen mit dem westlichen Militärbündnis NATO ab.[15]

### Dienstag, 24. November 1981
- München/Deutschland: Der Landesverband Bayern e. V. im Börsenverein des Deutschen Buchhandels und die Stadt München verleihen den Literaturpreis Geschwister-Scholl-Preis an das Buch Auf eigene Hoffnung des deutschen Schriftstellers Reiner Kunze.[16]
- New York/Vereinigte Staaten: Die Generalversammlung der Vereinten Nationen fordert das Selbstbestimmungsrecht für Indonesiens portugiesisch geprägten Landesteil Osttimor auf der Kleinen Sundainsel Timor. Auf Befehl seines diktatorisch regierenden Präsidenten Haji Mohamed Suharto besetzte Indonesiens Militär das Gebiet Portugiesisch-Timor in der im März 1979 abgeschlossenen Operation Seroja. Die Regierung Suharto zeigt keine Gesprächsbereitschaft über die Änderung des Status von Osttimor.[17]

### Mittwoch, 25. November 1981
- Bern/Schweiz, Vaduz/Liechtenstein: Der im Juni 1980 geschlossene Währungsvertrag zwischen der Schweizerischen Eidgenossenschaft und dem Fürstentum Liechtenstein tritt in Kraft. Er regelt die Nutzung der Währung Schweizer Franken als einziges gesetzliches Zahlungsmittel in Liechtenstein. Die Nutzung des Schweizer Frankens in ihrem östlichen Nachbarland gewährte die Schweiz bereits im Jahr 1924, doch erfolgte sie bislang ohne gesonderten Vertrag.[18]
- Vatikanstadt: Papst Johannes Paul II. setzt den deutschen Kardinal Joseph Ratzinger als neuen Präfekten der Kongregation für die Glaubenslehre ein. Das Institut war einst für die „römische und allgemeine“ Inquisition verantwortlich.[19]

### Freitag, 27. November 1981
- Wien/Österreich: Die Schmiergeldaffäre beim Bau des Allgemeinen Krankenhauses endet mit der Verurteilung aller zwölf Angeklagten. Es war das umfangreichste Gerichtsverfahren in der Geschichte der Republik Österreich. Gegen den ehemaligen Vize-Kanzler Hannes Androsch (SPÖ) laufen in dem Skandal Ermittlungen wegen Falschaussage, er war aber nicht unter den Angeklagten des Verfahrens.[20]

### Sonntag, 29. November 1981
- Bern/Schweiz: Die Stimmberechtigten nehmen in einer Volksabstimmung den Bundesbeschluss zur Sanierung der Finanzen des Bunds und zur Erhebung der ursprünglich bis 1982 befristeten Warenumsatzsteuer bis ins Jahr 1994 an. Die Entgeltung von Dienstleistungen bleibt weiterhin umsatzsteuerfrei.[21]